# Гран-при Ориенте
Гран-при Ориенте (исп. Grand Prix de Oriente) — шоссейная однодневная велогонка, проходившая по территории Сальвадора с 2013 по 2014 год.

## История
Гонка была создана через год после возрождения Вуэльты Сальвадора в 2012 году и сразу вошла Женский мировой шоссейный календарь UCI, в рамках которого просуществовала на протяжении всей своей истории.
Старт гонки располагался в аэропорту Илопанго на базе ВВС Сальвадора недалеко от Сан-Сальвадора. Далее маршрут следовал через Сан-Висенте, Апастепеке и Сан-Лоренсо в Мерседес-Уманья. Отсюда начинался финальный подъём в расположенный на высоте 1007 м н.у.м.. Берлин где находился финиш гонки (вертикальный набор высоты составлял 668 м за 13 км). Протяжённость дистанции составляла 99 км.
Проводилась одновременно с Вуэльтой Сальвадора, Гран-при Гранд Сен-Бернара и Гран-при Сальвадора.

## Призёры
| Год  | Победитель    | Второй          | Третий              |
| ---- | ------------- | --------------- | ------------------- |
| 2013 | Ноэми Кантеле | Лорена Варгас   | Клемильда Фернандеш |
| 2014 | Мара Эбботт   | Флавия Оливейра | Шэрон Лоус          |